# Prosena vittata
Prosena vittata là một loài ruồi trong họ Tachinidae.